# Górzyniec (železniční zastávka)
Górzyniec je železniční zastávka v části Górzyniec města Piechowice v Dolnoslezském vojvodství v Polsku. Leží na ulici Jaworowa a v nadmořské výšce 474,3 m n. m. Nachází se mezi stanicí Piechowice a zastávkou Szklarska Poręba Dolna.

## Popis
Zastávka leží na jednokolejné elektrizované trati Jelenia Góra – Harrachov. Jeho napájecí soustava je 3 kV DC. Má jedno jednostranné nástupiště, které má délku 115 m, výška nástupní hrany je 240 mm nad temenem kolejnice. Nachází se zde přístřešek chránící cestující proti povětrnostním vlivům a tabule s jízdním řádem. Leží na okraji Jizerských hor mezi Kamenickým a Vysokým jizerským hřebenem, v údolí řeky Mała Kamienna.

## Doprava
Osobní vlaky na zastávce staví. Vlaky vyšší kvality zastávkou pouze projíždějí.

## Cestující
V zastávce není zajištěno odbavení cestujících, jízdenky se prodávají až ve vlaku.
V roce 2017 zastávka obsluhovala 20–49 cestujících denně. V pracovních dnech zastávka obsluhovala 100-245 cestujících. O víkendech zastávka obsluhovala 40-98 cestujících. Týdně zastávka obsluhovala 140-343 cestujících. Měsíčně zastávka obsluhovala 560-1372 až 620-1519 cestujících. Ročně zastávka obsluhovala 7300-17885 až 7320-17934.